# Hundrabladsrosor
Hundrabladsrosor eller provencerosor (Rosa ×centifolia) är en grupp roshybrider som fått sitt vetenskapliga namn av Carl von Linné. Det vetenskapliga namnet kommer av ett misstag; man trodde länge att hundrabladsrosorna var de som nämndes av Plinius i Naturalis historia, men genetiska analyser har visat att den uppkommit i Nederländerna på 1400-talet genom en hybridisering av gallicarosor, Rosa phoenica, Rosa mochata och Stenros (Rosa canina). Arten ingår i släktet rosor, och familjen rosväxter. Inga underarter finns listade i Catalogue of Life.
Den kallas ibland målarnas ros, Rose de Peintres, och förekommer ofta på nederländska stileben från 1600-talet och framåt. Den alternativa namnformen Provencerosor kommer sig av att det växer många centifolior där, men formen brukar undvikas då den kan förväxlas med Provinsrosor. 
Rosen kännetecknas av sin rikliga mängd kronblad. Den är härdig men blommar bara en gång per år.

## Bildgalleri

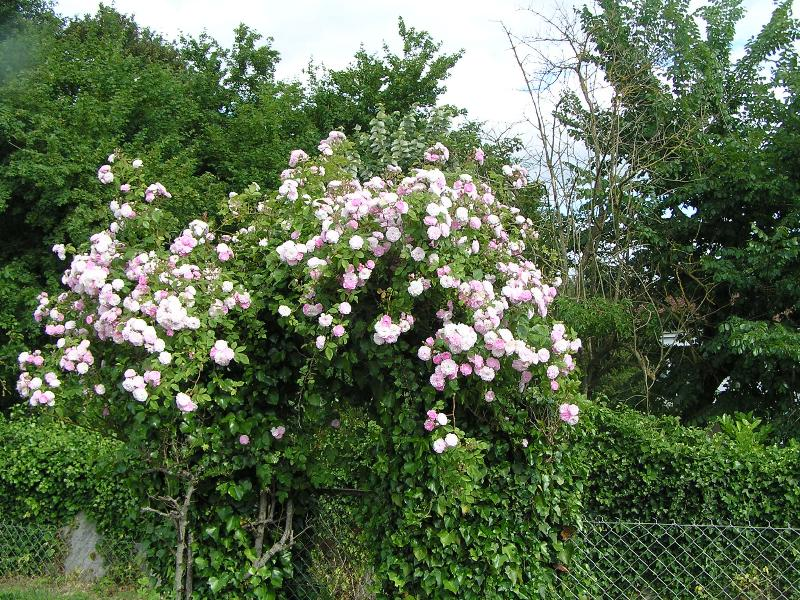
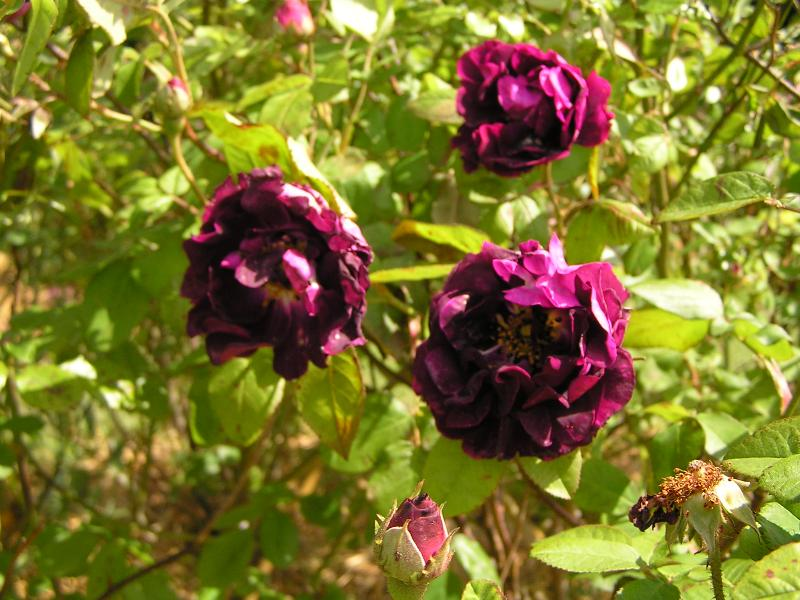
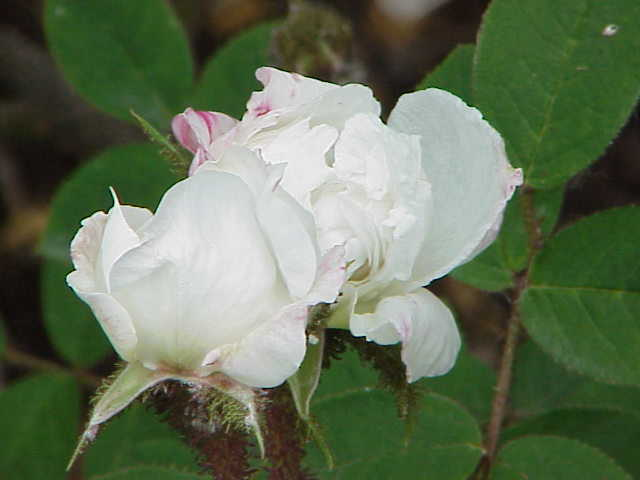
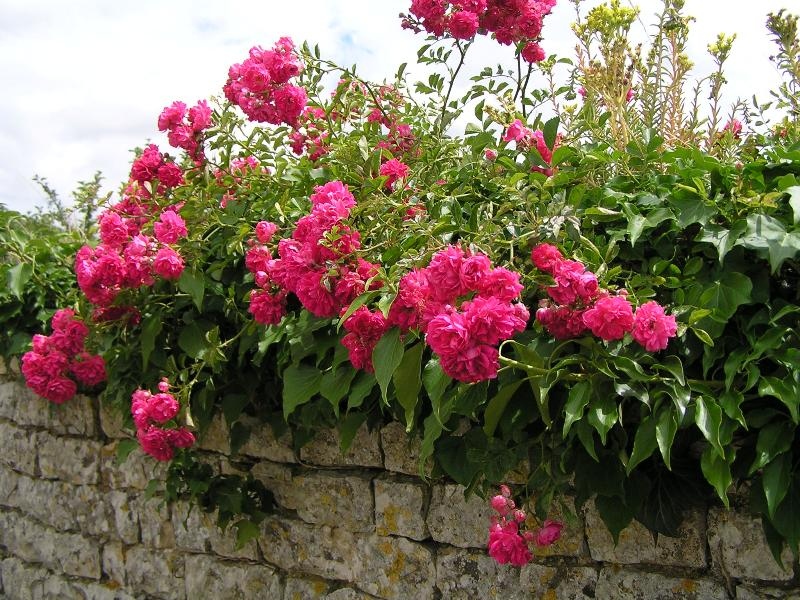